# Milwaukee Bucks 2015-2016
La stagione 2015-16 dei Milwaukee Bucks fu la 48ª nella NBA per la franchigia.
I Milwaukee Bucks arrivarono quinti nella Central Division della Eastern Conference con un record di 33-49, non qualificandosi per i play-off.

## Roster
| N° | Naz.                   | Ruolo | Sportivo                | Anno | Alt. | Peso |
| -- | ---------------------- | ----- | ----------------------- | ---- | ---- | ---- |
| 3  | Stati Uniti (bandiera) | G     | O.J. Mayo               | 1987 | 193  | 95   |
| 5  | Stati Uniti (bandiera) | G     | Michael Carter-Williams | 1991 | 198  | 84   |
| 6  | Stati Uniti (bandiera) | A     | Steve Novak             | 1983 | 208  | 102  |
| 9  | Stati Uniti (bandiera) | A     | Chris Copeland          | 1984 | 206  | 108  |
| 9  | Stati Uniti (bandiera) | G     | Jared Cunningham        | 1991 | 193  | 88   |
| 11 | Canada (bandiera)      | G     | Tyler Ennis             | 1994 | 188  | 82   |
| 12 | Stati Uniti (bandiera) | A     | Jabari Parker           | 1995 | 203  | 107  |
| 15 | Stati Uniti (bandiera) | C     | Greg Monroe             | 1990 | 211  | 120  |
| 17 | Francia (bandiera)     | A     | Damien Inglis           | 1995 | 203  | 112  |
| 18 | Stati Uniti (bandiera) | C     | Miles Plumlee           | 1988 | 208  | 111  |
| 19 | Stati Uniti (bandiera) | G     | Jerryd Bayless          | 1988 | 191  | 91   |
| 20 | Stati Uniti (bandiera) | G     | Rashad Vaughn           | 1996 | 198  | 92   |
| 21 | Venezuela (bandiera)   | G     | Greivis Vásquez         | 1987 | 198  | 98   |
| 22 | Stati Uniti (bandiera) | A     | Khris Middleton         | 1991 | 201  | 98   |
| 31 | Stati Uniti (bandiera) | A     | John Henson             | 1990 | 211  | 100  |
| 34 | Grecia (bandiera)      | A     | Giannīs Antetokounmpo   | 1994 | 206  | 95   |
| 77 | Stati Uniti (bandiera) | A     | Johnny O'Bryant         | 1993 | 206  | 117  |

## Staff tecnico
- Allenatore: Jason Kidd
- Vice-allenatori: Joe Prunty, Eric Hughes, Greg Foster, Sean Sweeney, Josh Oppenheimer
- Preparatore atletico: Troy Flanagan
- Preparatore fisico: Suki Hobson